# Porphyre (pharmacie)
Pour les articles homonymes, voir Porphyre.

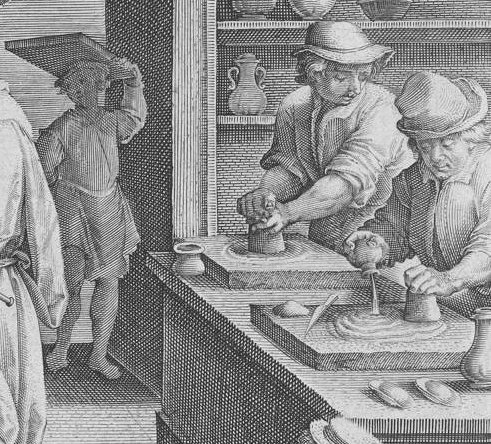
Porphyres utilisés pour la préparation de pigments dans l'atelier de Jan van Eyck, détail, 1593.

Le porphyre est une plaque en général en porphyre, mais parfois en marbre, en granit ou en verre. On y frotte une substance solide à l'aide d'une molette pour obtenir des poudres extrêmement fines pour la confection de médicaments ou la pulvérisation de pigments.